# Arsenoflorencite-(Ce)
L'arsenoflorencite-(Ce) è un minerale appartenente al gruppo della dussertite scoperto nei sedimenti nell'area di Kimba nella penisola di Eyre in Australia Meridionale e descritto nel 1987.
Il minerale è simile alla florencite-(Ce) ma contiene arsenico, per questi motivi le è stato attribuito il nome.
È l'analogo della graulichite-(Ce) contenente alluminio al posto del ferro.

## Morfologia
L'arsenoflorencite-(Ce) è stata scoperta sotto forma di cristalli scalenoedrici da euedrali a subedrali di dimensione fra 0,2 e 0,5 mm in molti casi ricoperti da una patina di altri minerali, solitamente alunite. Alcune volte presentano inclusioni, soprattutto di quarzo e alunite.

## Origine e giacitura
L'arsenoflorencite-(Ce) è stata trovata in un concentrato di minerali pesanti formato soprattutto da martite, in quantità minore tormalina e poi anfibolo, granato e sillimanite e ancora ilmenite, apatite e qualche granulo di biotite, epidoto, rutilo, zircone, spinello e xenotime.